# バルコ・スキャンダル
バルコ・スキャンダル（BALCO scandal）とは、2003年夏に発覚したアメリカ合衆国・カリフォルニア州サンフランシスコ・ベイエリアの栄養補助食品会社であるバルコ（BALCO）がアスリートに検査で検出されない運動能力向上薬物を提供していたとされるスキャンダルである。
疑惑は陸上競技界から野球界やボクシング界にまで広がり、数多くのアスリートが運動能力向上薬物を使用していた事実が明らかになった。

## 経緯
バルコ（BALCO）社は1984年に、ビクター・コンテによって設立された。バルコ社は1988年から2002年にかけて運動能力向上薬物を提供していた。コンテが禁止薬物の提供を認めたと報道された顧客は陸上競技選手15人、NFL選手7人、メジャーリーグベースボール（MLB）選手5人の計27人。陸上競技のマリオン・ジョーンズ、ティム・モンゴメリ、ドウェイン・チェンバース、MLBのバリー・ボンズ、ゲイリー・シェフィールド、ジェイソン・ジアンビ、NFLのビル・ロマノフスキーといったスポーツ界の一流選手も名を連ねていた。
2003年の夏に全米反ドーピング機関（USADA）に匿名の人物から使用済みの注射器が送り付けられた。USADAは10月16日、送られてきた注射器に残されていた物質は今まで発見されていなかったアナボリックステロイドのテトラヒドロゲストリノン（通称クリア、略称THG）であると発表した。更に、注射器を送った人物はバルコ社が薬物の供給元であると指摘している事も明らかにした。10月28日にはアメリカ食品医薬品局（FDA）がTHGを違法薬物に指定し、「摂取すれば健康を害する」と警告した。同年秋、連邦大陪審はバルコ社の脱税疑惑を追及するため、複数のアスリートに薬物疑惑について証言させた。
2005年10月18日にバルコ社の創業者であるコンテに懲役4か月と保護観察4か月の判決が下った。コンテは禁止薬物の取引と資金洗浄の罪を認めており、司法取引によって大きく減刑された。

## 陸上競技への影響

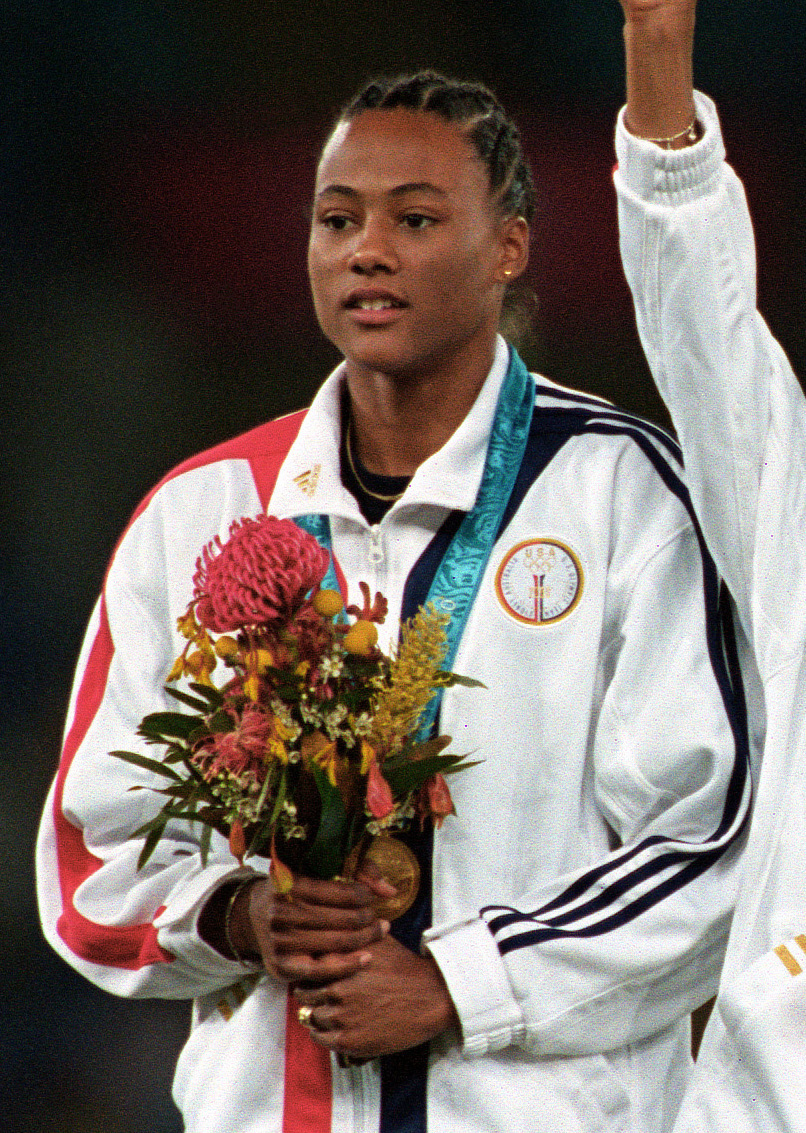
マリオン・ジョーンズ

2004年6月24日、サンフランシスコ・クロニクル紙によってティム・モンゴメリが2003年の連邦大陪審においてヒト成長ホルモン（HGH）やTHGの使用を認めていたと報道された。モンゴメリは自身に薬物を提供していたコンテがバリー・ボンズにもステロイド剤のウィンストロールを提供していたとも証言していた。バルコ社の捜査時に明らかとなった証拠や他の選手の証言から違反が確定し、2002年9月に男子100ｍ走で出した9秒78の当時世界新記録を含む2001年3月末以降の全ての記録の抹消が決まり、2005年12月14日に引退に追い込まれた。
モンゴメリの妻のマリオン・ジョーンズはバルコ社との関わりやTHGの使用について否定を繰り返した。コンテは2004年12月2日にテレビ番組内で「ジョーンズがパフォーマンスを高めるために薬を使っていた」と発言。これに対してジョーンズは大陪審への出廷とコンテが行った中傷に対する裁判に備えて弁護人を雇った。しかし、2007年10月5日にホワイト・プレインズ連邦地裁にて、連邦捜査官がドーピングに関する調査を行った際にステロイドホルモン剤の使用を否定したのは偽証であったと認める証言を行い、同時に現役引退を表明した。国際オリンピック委員会（IOC）は12月12日にシドニーオリンピックの陸上競技で得た3つの金メダルと2つの銅メダルを全て剥奪する事を正式に決定した。2008年1月12日に薬物疑惑に関する捜査で偽証を行った罪で禁錮6か月の判決が下った。テキサス州サン・アントニオの刑務所に3月7日から服役し、9月5日に出所した。
THG発見のきっかけとなった注射器をUSADAに送ったのはジョーンズらのコーチを務めていたトレバー・グラハムだった。グラハムの指導していた選手がドウェイン・チェンバースに敗れたため、コンテは嫉妬心から告発を行ったのだと主張している。チェンバースは2003年10月22日にドーピング検査でTHG使用が判明し、翌2004年2月22日に2年間の出場停止とオリンピックからの永久追放処分を科された。しかしグラハムにも、彼がコーチをしていた選手がドーピング検査で陽性反応になった事から薬物使用疑惑が浮上し、1996年から2000年にかけて禁止薬物をグラハムに提供したという栄養士の証言も出た。グラハムは薬物の使用を否定したが、2008年7月15日にUSADAから永久追放処分を科され、同年10月21日には偽証罪で1年間の自宅軟禁と5年間の保護観察処分の判決が下った。

## 野球への影響
2004年12月2日、サンフランシスコ・クロニクル紙によってMLBのニューヨーク・ヤンキースに所属するジェイソン・ジアンビが2003年12月11日の連邦大陪審においてHGHなどの禁止薬物の使用を認める証言をしていたと報道された。ジアンビは2001年から薬物を使用を始め、2002年秋の日米野球で日本を訪れた際にバルコ社と関わりがあり、バリー・ボンズの専属トレーナーであるグレッグ・アンダーソンと知り合い、帰米後にアンダーソンから渡された禁止薬物を2003年まで使用していたと証言したとされる。
一方で、サンフランシスコ・ジャイアンツのバリー・ボンズは2003年12月4日の連邦大陪審において専属トレーナーのアンダーソンから提供されたクリームやTHGを使用した事は認めたが、「クリームやクリアは関節炎に効くクリームや栄養補助のアマニ油だと説明され、それを信じて使用していた」と証言していたと報道された。また、ヤンキースのゲイリー・シェフィールドも2002年シーズン前のボンズと一緒に練習していた期間に「提供されたクリームを傷を癒すために右膝に塗った。その中にステロイドが含まれているのは知らなかった」と証言したとされる。
2005年1月13日にMLB機構と選手会の間でドーピング規制に関する新合意が成立し、「シーズン中1回だけ」から「シーズンオフも含め、回数無制限の抜き打ち検査」に変更された。
ボンズはサンフランシスコ・クロニクル紙によって薬物使用の事実が報じられていたが、禁止薬物だと知りながら故意に使用したわけではないとして無罪を主張し続けた。2006年3月23日には漏洩した裁判資料などの情報から「ボンズは1998年から少なくとも5年以上にわたってステロイドやHGH、インスリンなどを使用している」と主張する暴露本『ゲーム・オブ・シャドウズ』がサンフランシスコ・クロニクル紙記者2人による共著で出版され、同月30日にはMLB機構は選手の禁止薬物使用疑惑を調査するために民主党の元合衆国上院議員、ジョージ・J・ミッチェルを委員長とする委員会を設置した。アンダーソンはボンズの偽証の件で大陪審に召喚されたが、検察への不信を強めていたために証言の拒否を続けて法廷侮辱罪に問われ、8月28日に連邦刑務所へ収監された。
2007年1月11日にボンズが前年のドーピング検査で覚醒作用があり、2006年から禁止薬物として指定されたアンフェタミンに陽性反応を示していたと報じられた。チームメイトのマーク・スウィーニーから譲り受けたとされる部分は否定したが、アンフェタミンの使用自体は否定も肯定もしなかった。その後は目立った動きは無かったが、11月15日にボンズは一連の騒動でステロイド使用について調査官に虚偽の申告をしたとして偽証と審理妨害の罪で起訴された。アンダーソンはその数時間後に釈放された。12月13日に発表されたミッチェル報告書にボンズらバルコ社に関係していた8人の選手が挙げられた。ジャイアンツのピーター・マゴワンオーナーがミッチェルに「2004年2月に電話で会話した時に、ボンズが関節炎の治療と睡眠のためにステロイドを使用していると話していた」と語ったが、数日後に失言だったとして前言を撤回しようとしていた事が明らかにされた。
2009年1月29日にニューヨーク・タイムズ紙によって2003年の無記名のMLBのドーピング検査の一環として提出されたボンズの尿検査サンプルが再検査でステロイドの陽性反応を示した事が報じられた。2月5日には起訴状の内容整理による3度目の起訴に伴う罪状認否が行われ、ボンズは改めて無罪を主張した。2月27日に「薬物使用を立証すると主張する尿検査や他の証拠をアンダーソンの証言無しには証拠として採用出来ない」としたサンフランシスコ連邦地裁の決定を不服とした検察側が上訴したためにボンズの公判の延期が決まった。
ボンズの裁判はまず2011年3月21日に陪審員が選出され、翌22日に冒頭陳述が開始された。この裁判でも証言を拒否したアンダーソンは同日に法廷侮辱罪で再収監された。幼少時代からの友人で元ビジネスパートナーや元交際相手の女性が召喚され、両者共にボンズ本人がステロイド使用を認める発言をしていた事を証言した。3月29日にはジェイソン・ジアンビとジェイソンの弟で元MLB選手のジェレミー・ジアンビ、ジャイアンツ時代の元チームメイトのマービン・ベナードが召喚され、3人はアンダーソンから禁止薬物の提供を受けた事を改めて証言した。4月13日に連邦地裁は司法妨害罪のみ有罪とする評決を言い渡したが、故意の薬物使用だったかについては陪審不一致で結論が得られずに審理無効となった。審理妨害罪で検察側から懲役15ヶ月が求刑されたが、同年12月15日に2年間の保護観察処分と30日間の外出禁止、250時間の社会奉仕活動の判決が下った。また、4000ドル（約30万円）の罰金も科された。

## ボクシングへの影響
2003年夏、バルコ・スキャンダルが発覚した際に、ボクサーのシェーン・モズリーも薬物を提供されていたアスリートの一人として名前が上がる。
2003年秋、モズリーが薬物を提供されていた疑惑のある他のアスリートと共に連邦大陪審でドーピング疑惑について証言をする。
2007年9月、モズリーがバルコから提供されていた「クリア」「クリーム」及びエリスロポエチン（EPO）を、2003年9月13日のオスカー・デ・ラ・ホーヤ第2戦の試合前に使用していたことを認める。コーチから渡されたものを当時は運動能力向上薬物とは知らずに使用したと話した。
2008年4月、モズリーがビクター・コンテを名誉毀損で告訴する。ビクター・コンテは書き留めていた当時の記録から、2003年7月26日にモズリーがオークランドのバルコ本社へ来て、コンテら数人の目の前で「クリア」を経口で服用、エリスロポエチンを注射器で腹に注入して、その後も試合近々までの約1ヶ月の短期間に「クリア」を8回、「クリーム」を7回、エリスロポエチンを6回使用した記録が残っている事を明かした。当時はビタミン剤だと思って使用していたというモズリーの主張に対しては、モズリーは約1ヶ月の間にドーピング薬物の代金としてエリスロポエチンの900ドルを含む総額で1,650ドルを支払ったが、そのような高額なビタミン剤が存在すると思っていたのだろうかと指摘して「私がモズリーをだました事はない。彼がステロイドの使用を始める前に、私は検査では検出されないステロイドであることを彼に伝えていたので、彼は自分がなにを使っているか知っていた。」と証言した。